# Athénée de Philadelphie
Pour les articles homonymes, voir Athénée.
L'Athénée de Philadelphie est un bâtiment de la ville de Philadelphie, sur la côte est des États-Unis. C'est une bibliothèque fondée en 1814 qui abrite des documents historiques sur les Amériques et sur l'architecture. 
Depuis 1950, l'Athénée de Philadelphie attribue un prix littéraire, l'Athenaeum Literary Award, pour des œuvres de fiction ou non.

## Bâtiment actuel
Le bâtiment actuel, réalisé en 1845 par John Notman (1810-1865) dans un style italianisant, est classé National Historic Landmark et se trouve non loin d'Independence Hall dans Center City.
C'est aujourd'hui un musée de beaux-arts et d'arts décoratifs de la première moitié du XIXe siècle. Il est ouvert au public, et l'entrée en est libre.

## Athenaeum Literary Award
Le prix Athenaeum Literary Award est une récompense littéraire attribuée par l'Athenaeum de Philadelphie depuis 1950. Il est décerné aux auteurs , résidents de Philadelphie ou habitants de la Pennsylvanie, dans un rayon de 30 miles autour du centre-ville. Sont éligibles les œuvres de fiction or non, mais pas les travaux techniques, scientifiques, ni la littérature pour enfants. Ce prix fut créé en 1950 par Charles Wharton Stork (1881–1971), membre de l'Athenaeum entre 1919 et 1968.